# Bahnhof Löbau (Sachs)
Der Bahnhof Löbau (Sachs) ist der Bahnhof der Stadt Löbau in der Oberlausitz. Er liegt an der zweigleisigen Hauptbahn zwischen Görlitz und Dresden und bildete den Ausgangspunkt mehrerer Nebenbahnen. Der Bahnhof Löbau war einst ein regionaler Eisenbahnknoten und bot Anschlüsse an den internationalen Reiseverkehr. Heute verkehren nur noch Personenzüge auf der Hauptstrecke Görlitz–Dresden mit Halt in Löbau. Der Personenverkehr auf den Nebenbahnen wurde eingestellt. Auch der nationale und internationale Fernverkehr wurde im Laufe der Jahre ausgedünnt und schließlich 2004 komplett aufgegeben. Von Beginn der Landesgartenschau 2012 bis zur Einstellung am 1. März 2015 und seit der Wiederaufnahme am 13. Dezember 2015 halten täglich drei grenzüberschreitenden Regionalexpresszugpaare des Dresden-Wrocław-Express in Löbau.
Der Bahnhof wurde 1846 eröffnet und bildete einige Monate den östlichen Endpunkt der Bahnstrecke Dresden–Görlitz. Bis zur Jahrhundertwende wurden die Strecken nach Zittau, Ebersbach und Weißenberg gebaut. Als eine der letzten sächsischen Streckenneubauten mündete seit 1928 die Nebenbahn von Großpostwitz im Westen ein. Zwischen den beiden Weltkriegen erreichte der Bahnhof seine maximale Ausdehnung. Infolge des Verkehrsrückgangs nach der politischen Wende im Osten Deutschlands wurden die Anlagen des Bahnhofs auf wenige Gleise reduziert.

## Lage
Der Bahnhof befindet sich nordöstlich der historischen Altstadt von Löbau und wird in Richtung Osten durch das Tal des Löbauer Wassers begrenzt. Westlich des Bahnhofes unterqueren die Gleise die Weißenberger Straße unter einer Straßenbrücke hindurch und verzweigen sich in die Strecken nach Ebersbach und Zittau sowie die Strecke nach Dresden. Das ehemalige Heizhaus, das vom Verein Ostsächsische Eisenbahnfreunde genutzt wird, befindet sich im Dreieck zwischen den Ausfahrtgleisen nach Dresden im Norden und nach Ebersbach und Zittau im Süden. Das einstige Bahnbetriebswagenwerk (Bww) Löbau befand sich an der langgezogenen Ausfahrtskurve in Richtung Dresden. Die Gebäude existieren heute jedoch nicht mehr.

## Geschichte

### Die Anfänge

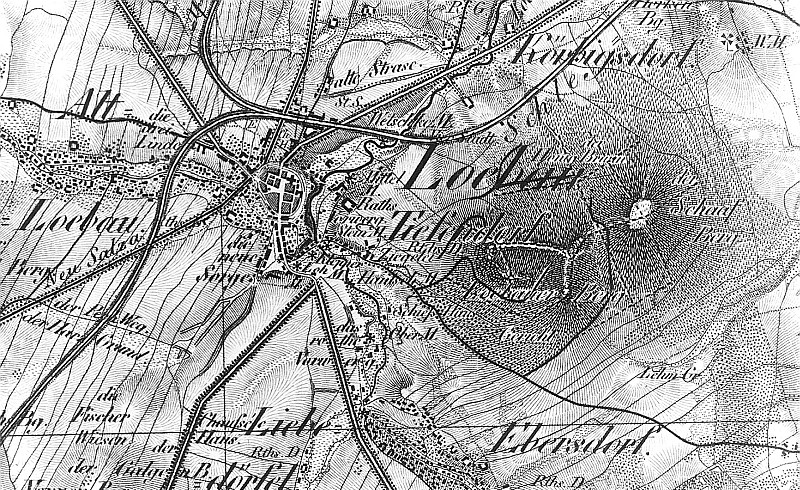
Um 1846 lag der Bahnhof noch vor den Toren der Stadt

Löbau lag bis zur Errichtung der Eisenbahn abseits von der bedeutenden Ost-West-Handelsstraße, die als Via Regia nördlich der Stadt verlief. Lediglich der Abzweig der Via Regia bei Kittlitz führte durch die Stadt weiter nach Zittau und über den Lückendorfer Pass nach Prag. Löbau besaß jedoch weder Stapel- noch Durchgangszollrechte und konnte somit vom Durchgangsverkehr von Bautzen nach Böhmen kaum profitieren. Die Stadt war bis zur Industrialisierung eine Ackerbürgerstadt und damit die ärmste und kleinste Stadt des Oberlausitzer Sechsstädtebundes.
Bereits Mitte der 1830er Jahre konstituierten sich in den Städten der sächsischen Oberlausitz Eisenbahnkomitees, die sich für Verbindungen in die sächsische Landeshauptstadt einsetzten. In dem am 24. Juli 1843 zwischen Preußen und Sachsen geschlossenen Staatsvertrag einigten sich beide Staaten über eine grenzüberschreitende Eisenbahnstrecke von Dresden durch die sächsische Oberlausitz bis nach Görlitz im preußischen Teil der Oberlausitz. Ab Görlitz sollte ein Anschluss an die Niederschlesisch-Märkische Eisenbahn (NME) nach Berlin und Breslau bestehen. Eine Bedingung des Staatsvertrages sah vor, die Strecke binnen vier Jahren fertigzustellen.
Am 11. Dezember 1843 wurde die Sächsisch-Schlesische Eisenbahngesellschaft (SSE) gegründet, deren Mitglieder des Direktoriums dem vereinigten Oberlausitzer Eisenbahnkomitee angehörten. Sie organisierten bereits seit November des gleichen Jahres die Aktienzeichnung in fünf sächsischen Städten. Der sächsische Staat beteiligte sich mit einem Drittel an dem Anlagekapital von sechs Millionen Thalern, verpflichtete die Gesellschaft jedoch zum Bau einer Zweigbahn von Löbau nach Zittau. Da die finanziellen Mittel der SSE lediglich einen Pferdebahnbetrieb auf dieser Zweigbahn zuließen und dies für die Zittauer Bürgerschaft ein unannehmbares Angebot war, konstituierte sich ein eigenes Eisenbahnkomitee. Es begann im April 1844 mit der eigenen Aktienzeichnung für die Löbau-Zittauer Eisenbahngesellschaft (LZE). Auch bei dieser Gesellschaft beteiligte sich der sächsische Staat mit einem Viertel an den mit 2,5 Millionen Talern veranschlagten Baukosten.

### Die Eisenbahn erreicht Löbau

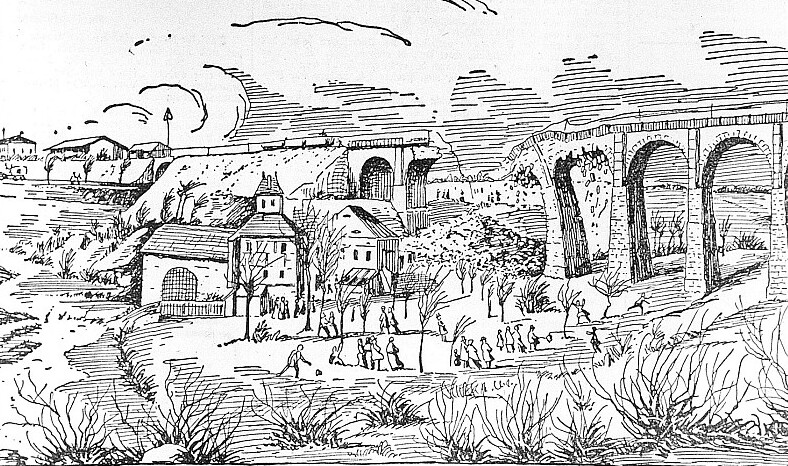
Ehemalige Wetschkemühle neben der eingestürzten Eisenbahnbrücke, 1855

Die Bauarbeiten begannen im Mai 1844 in der Nähe von Dresden und erreichten Löbau bereits im Dezember 1846. Am 16. Dezember 1846 sollte der Eröffnungszug von Bautzen nach Löbau den neuen Streckenabschnitt befahren, blieb jedoch bereits etwa vier Kilometer östlich von Bautzen in der Nähe von Rabitz in einer Schneewehe in einem Einschnitt stecken. Am 23. Dezember des gleichen Jahres wurde der Bahnverkehr zwischen Löbau und Bautzen aufgenommen. Auch die Bauarbeiten östlich von Löbau schritten voran, so dass am 29. April 1847 die erste Probefahrt über die sächsisch-preußische Grenze hinweg bis nach Reichenbach stattfinden konnte. Dabei überquerte er auch den 190 Meter langen Viadukt über das Löbauer Wasser hinweg, der die Strecke an der östlichen Ausfahrt in 28,6 Metern Höhe und mit neun Bögen über das Tal hinwegführt. Der planmäßige Zugverkehr wurde offiziell jedoch erst am 1. Juli aufgenommen. Am 1. September 1847 wurde die Bahnstrecke auf ihrer gesamten Länge bis nach Görlitz eröffnet und ermöglichte dort den Umstieg bzw. die Umladung von Gütern auf die Züge der NME.
Am Neujahrstag stürzten mehrere Pfeiler des Viadukts ein. Die Bahnverwaltung richtete in Wendisch-Cunnersdorf östlich von Löbau ein Interimsbahnhof und Schienenersatzverkehr mit Pferdekutschen bis zum Bahnhof Löbau ein. Die Einweihung des Viaduktneubaus unter Leitung des Regierungsbaurates Hötasch fand am 28. August 1856 statt.

### Entwicklung zum Eisenbahnknoten

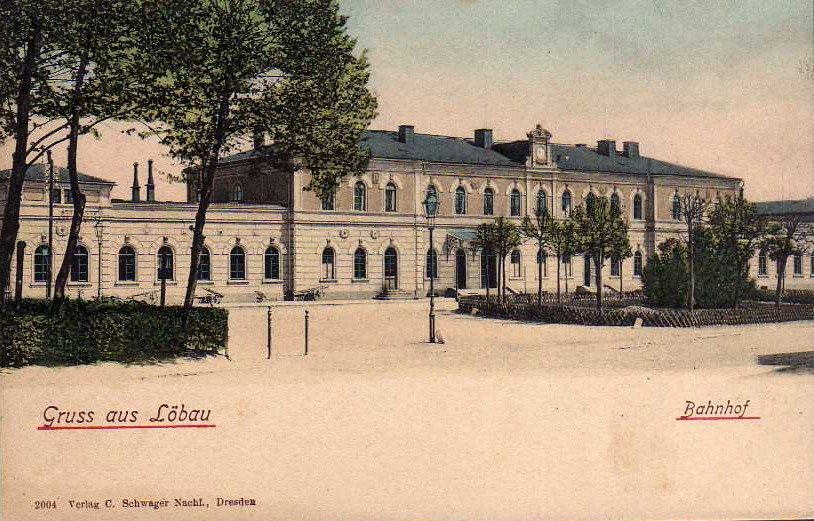
Empfangsgebäude um 1902

Am 10. Juni 1848 eröffnete die Löbau-Zittauer Eisenbahngesellschaft (LZE) die Strecke nach Zittau. Die Züge der LZE endeten anfangs in ihrem eigenen Bahnhof neben dem Bahnhof der SSE und fuhren von einem separaten Bahnsteig ab, obwohl die Gleise beider Gesellschaften bereits verbunden waren. Südlich des Bahnhofes der LZE schloss sich ein dreiständiger Wagenschuppen an. Im Norden des Bahnhofes befand sich das Heizhaus der SSE mit Wasserstation, drei private Kohleschuppen mit Ladebühne und eine Wagendrehscheibe. An jedem Bahnhofskopf befand sich ein Weichenwärterhaus, deren Beamten neben der Weichen- auch für die Signalstellung zuständig waren. An der westlichen Ausfahrt aus dem Bahnhof, im Dreieck zwischen der Görlitz-Dresdner und Löbau-Zittauer Bahn, richtete die LZE ihre Reparaturwerkstatt ein. Der Lokschuppen aus dem Jahre 1859 gilt als das älteste erhaltene sächsische Maschinenhaus.
Mit der Verstaatlichung der SSE und der LZE wurde der Bahnhof ab 1851 von der Königlichen Direktion der östlichen Staatsbahnen verwaltet, die 1869 in den Königlich Sächsischen Staatseisenbahnen aufging.

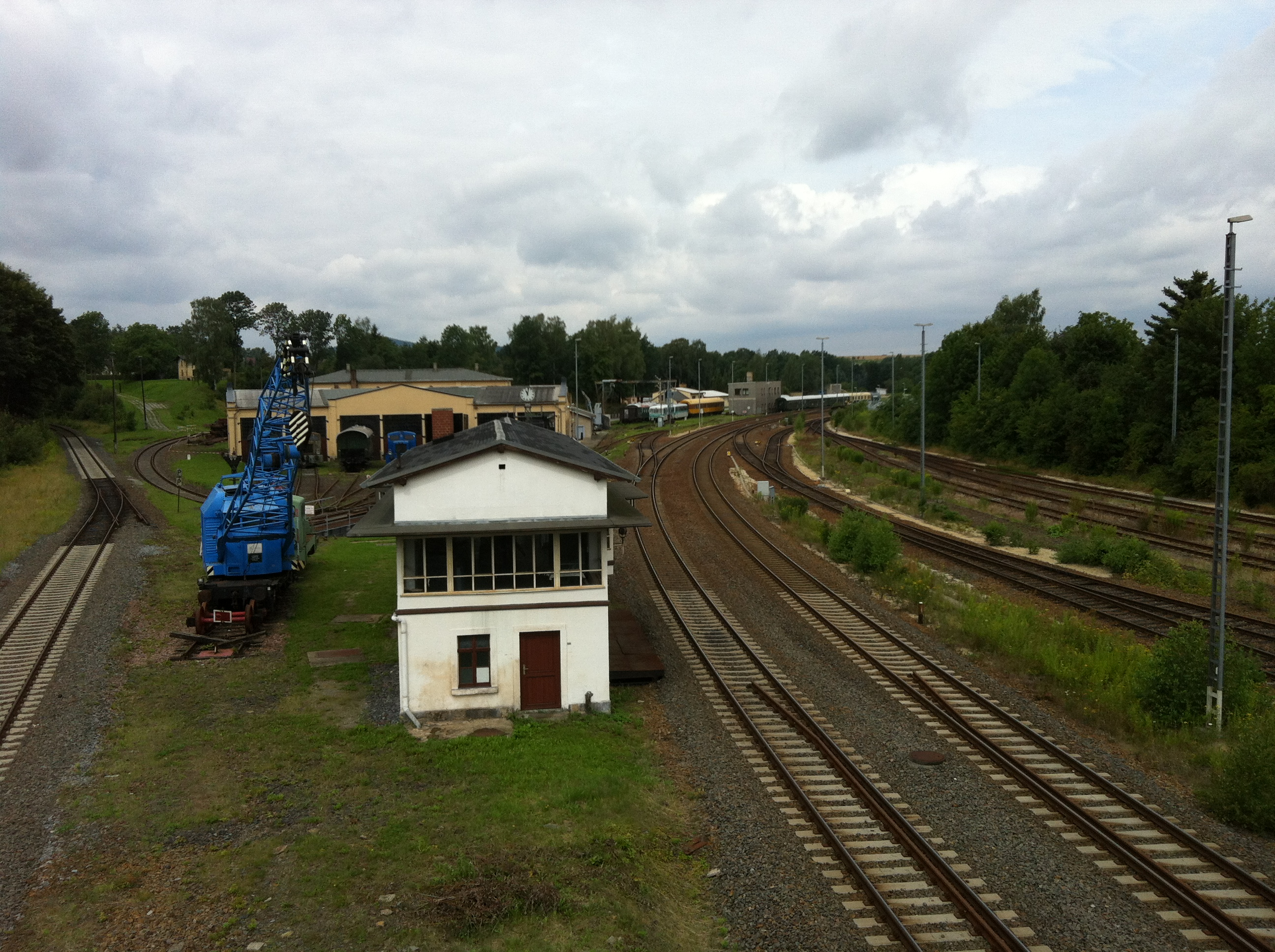
Westausfahrt in Richtung Abzw. Niedercunnersdorf (links) und Bautzen (rechts)

Am 1. November 1873 wurde die Bahnstrecke Ebersbach–Löbau eröffnet. Sie verlief einst vom Bahnhof Löbau bis zum heutigen Abzweig Niedercunnersdorf (Höllengrund) parallel zur Bahnstrecke nach Zittau. Als Reparationsleistung wurde nach dem Ende des Zweiten Weltkrieges eines der parallel verlaufenden Gleise demontiert und der Abzweig Niedercunnersdorf (Höllengrund) eingerichtet.
Die aus Ebersbach eintreffenden Züge fuhren ursprünglich auf dem Hauptgleis 1 in den Bahnhof ein. Die Güterzüge aus Richtung Ebersbach kreuzten bei ihrer Ankunft in Löbau die Görlitz-Dresdner-Bahn und behinderten damit zunehmend den Zug- und Rangierverkehr. Zwischen 1875 und 1878 kam es deshalb zu einem Bahnhofsumbau. Die Weißenberger Brücke wurde 1876 um drei Bögen stadtauswärts erweitert und der Güterboden sowie Getreidespeicher niedergelegt, um mehr Güterzuggleise anlegen zu können. Am neu gebauten Güterschuppen befand sich nun Gleis 13. Die Güterzüge aus bzw. in Richtung Ebersbach und Zittau konnten seit dem direkt von der Nordseite des Bahnhofes ein- und ausfahren. Auch das Empfangsgebäude erhielt beiderseits flache Anbauten. Die Grundfläche des Empfangsgebäudes betrug 83,5 Meter mal 14,2 Meter. Der Hausbahnsteig am Empfangsgebäude und der sich westlich anschließende doppelseitige Bahnsteig für die Zittauer und Ebersbacher Züge erhielten eine durchgehende Überdachung. Die Zittauer Züge endeten ab 1875 auf einer Perrondrehscheibe mit einem Durchmesser von 11,65 Metern. Auch die Zufahrt über neun Einfache Weichen zum siebenständigen Heizhaus wurde aus Platzgründen durch eine 12-Meter-Drehscheibe ersetzt. Das Heizhaus wurde eine Nebenwerkstatt der Königlich Sächsischen Staatseisenbahnen.
Im Jahr 1877 wurde für die Wasserversorgung des Bahnhofes ein Pumpenhaus am Löbauer Wasser unterhalb des Viaduktes errichtet, da die Versorgung der Bahnhofswasserkräne durch den Lokschuppen nicht mehr gewährleistet werden konnte. Von 1871 bis 1905 befand sich auf dem nördlichen Bahnhofsgelände eine Schwellenimprägnieranstalt mit zwei Stumpfgleisen und seit 1884 die Zuckerfabrik an der Görlitzer Straße. Die mehrgleisige Anschlussbahn der Zuckerfabrik verfügte über eine Drehscheibe und drei Drehweichen.

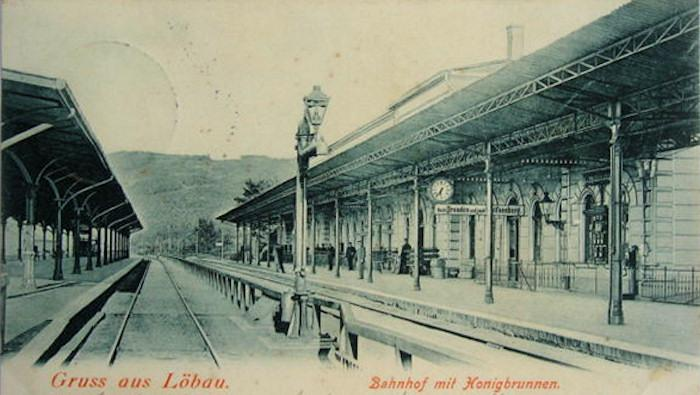
Blick in Richtung Osten auf die Gleise 1 und 2 zwischen Haus- und Inselbahnsteig

Etwa zwei Jahrzehnte nach der Eröffnung der Ebersbach-Löbauer-Bahn folgte am 1. August 1895 die Einweihung der „Sekundärbahn“ nach Weißenberg. Die Nebenbahn wurde 1903 nach Baruth und bis 1906 nach Radibor erweitert. Der bisherige Zwischenbahnsteig zwischen den Gleisen 1 und 2 wurde daraufhin durch einen überdachten Inselbahnsteig ersetzt. Dieser war mit einem Personentunnel mit dem Hausbahnsteig verbunden. Die Züge nach Weißenberg begannen auf Gleis 5 auf der Nordseite des Inselbahnsteiges. Zusätzlich wurden die Gleise der Görlitz-Dresdner-Bahn von Westen kommend kurz vor dem Empfangsgebäude auf das Gleis 1 am Hausbahnsteig eingeschleift und somit das Gleis 1 in zwei Abschnitte untergliedert. Der westliche Teil wurde von den Ebersbacher Zügen genutzt.

Am 12. September 1896 fuhr ein Schnellzug, der von Dresden nach Görlitz unterwegs war, nach einem Fahrdienstleiterfehler im Bahnhof Löbau in die an zweiter Stelle eingereihte Lokomotive des dort stehenden, abfahrbereiten Hofzugs Kaiser Wilhelms II. hinein. Niemand wurde verletzt. 
Nach der Jahrhundertwende gab es Pläne, den Bahnhof noch weiter auszubauen, als die Einbindung der Strecke aus Großpostwitz konzipiert wurde. An der Görlitz-Dresdner-Bahn sollte in Höhe des späteren Betriebswagenwerkes (Bww) ein Verschiebebahnhof Löbau Nord entstehen. Eine Ausfahrstraße sollte direkt auf die Ebersbacher und Zittauer Strecke führen. Dazu sollte das Maschinenhaus westlich verschoben werden und an diesem Standort mit einem Rundlokschuppen neu entstehen. Der Erste Weltkrieg verhinderte die Umsetzung der Pläne zu großen Teilen. Das Bww wurde am 1. April 1918 eröffnet. Am 14. Juni 1921 wurde der um- und ausgebaute Verwaltungsteil des Empfangsgebäudes übergeben. Anfang Oktober 1928 folgte schließlich die Eröffnung der Bahnstrecke Großpostwitz–Löbau als eine der letzten Streckenneueröffnungen in Sachsen. Nach dem Abriss des alten Zollschuppens an der Westseite des Empfangsgebäudes entstand an dessen Stelle ein neuer Kopfbahnsteig am Gleis 31 und zwei zusätzliche Abstellgleise für die Zittauer Züge. Die Ebersbacher Züge wurden von Gleis 1 auf Gleis 28 und die Cunewalder Züge auf das Gleis 27 verlegt. Der Bahnhof erreichte damit seine größte Ausdehnung. Er umfasste 51 Gleise, die über 115 Weichen miteinander verbunden waren.
Auf der Nordseite existierten drei Ladestraßen, eine Kopf- sowie eine Seitenladerampe, eine Gleiswaage und eine Ladelehre für den Ortsgüterverkehr. Seit 1924 war vom Bahnhof eine Seilbahn zur Weberei, Färberei und Appreturanstalt Römer im Tal des Löbauer Wassers in Betrieb. Sie beförderte bis 1991 Kohle in Hängeloren vom Bahnhof in das Tal.
Der kleine Radius, den die Hauptgleise 1 und 2 an der westlichen Einfahrt aus Richtung Dresden beschrieben, wurde für die Schnellzuglokomotiven der Baureihen 18.0 und 03 zu einem Hindernis. Der geringe Gleisradius war für die längeren Lokomotiven zu gering. Mitte der 1930er Jahre wurden die Hauptgleise begradigt und die Gleise der Görlitz-Dresdner-Bahn wieder von Westen an den Bahnsteig herangeführt. Die Zittauer Züge begannen seitdem an der Nordseite des Kopfbahnsteiges am Gleis 32. Die Ebersbacher und Cunewalder Züge rückten auf den Bahnsteiggleisen auf.

### Nach dem Zweiten Weltkrieg

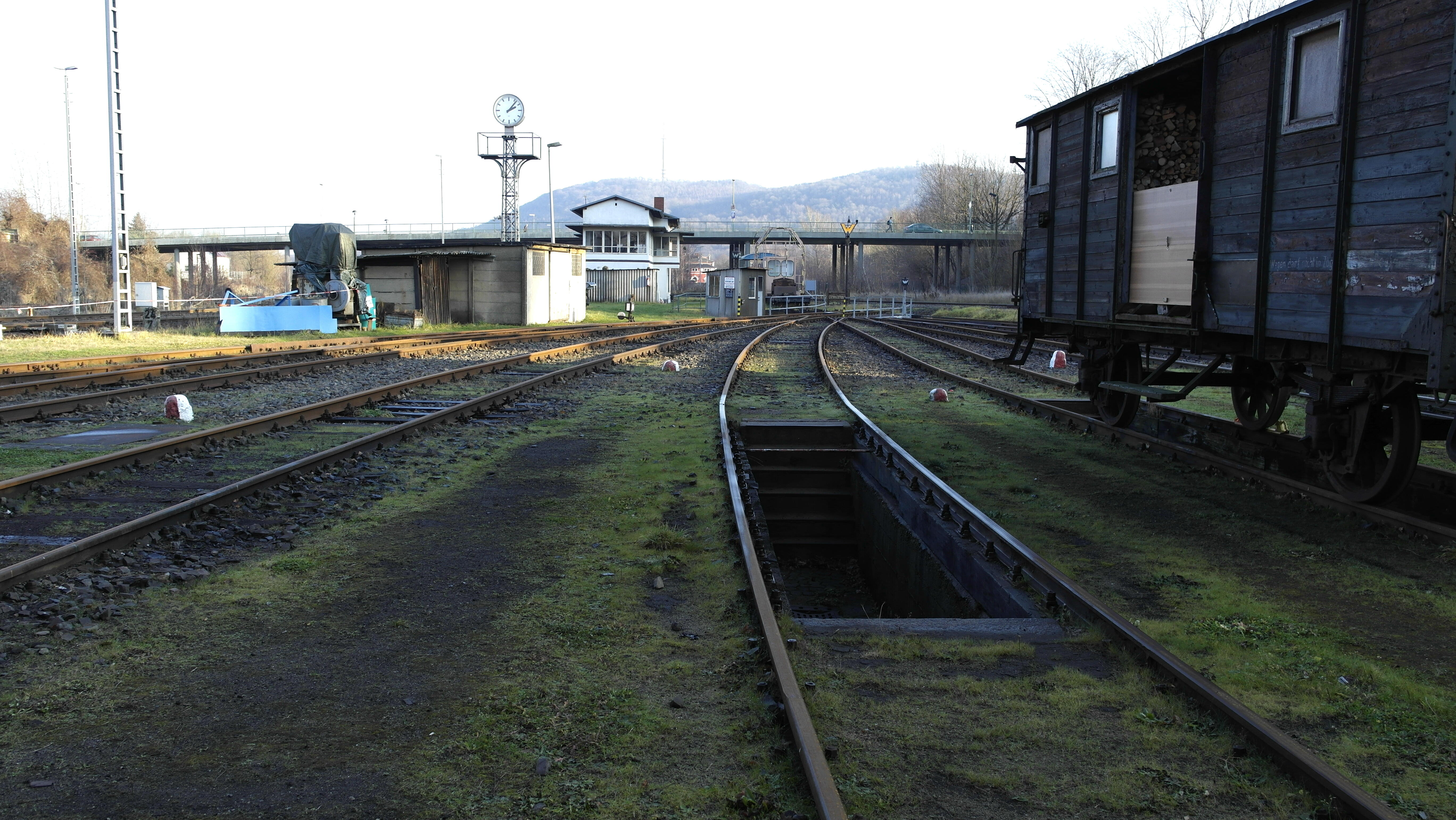
Bahnhofsgelände mit der Weißenberger Brücke

Am 7. Mai 1945 wurden der Löbauer Viadukt, die Höllentalviadukte bei Obercunnersdorf und Herrnhut sowie zahlreiche weitere Brücken auf den einmündenden Strecken stark beschädigt, so dass der Bahnverkehr zum Erliegen kam. An der Bahnstrecke Görlitz–Dresden wurde am östlichen Brückenkopf des Viadukts ein behelfsmäßiger Haltepunkt Löbau Ost eingerichtet. Nach der provisorischen Instandsetzung zahlreicher Brücken zwischen Löbau und Görlitz konnte ab dem 6. August 1945 der Verkehr zwischen den beiden Städten wieder aufgenommen werden. Wegen des zerstörten Viaduktes in Löbau mussten die Reisenden die zwei Kilometer von Löbau Ost nach Löbau zu Fuß gehen. Erst am 10. November 1945 konnte der durchgehende Verkehr von Görlitz nach Dresden-Neustadt wieder aufgenommen werden.
Die Sowjetische ließ 1946 Abschnitte des zweiten Streckengleises auf der Strecke Görlitz–Dresden als Reparationsleistung demontieren. Auch der Abschnitt Niedercunnersdorf–Löbau der Bahnstrecke Ebersbach–Löbau fiel den Demontagen zum Opfer. Seitdem mündet diese Strecke am Abzweig Höllengrund in die Strecke Zittau–Löbau ein.
Auch der nördliche Pfeiler der Weißenberger Brücke, die die Straße über die Westausfahrt führt, wurde im Mai 1945 von der deutschen Wehrmacht gesprengt. Ab September 1947 konnte der Straßenverkehr über eine Holzkonstruktion wieder aufgenommen werden. Bereits zuvor waren hölzerne Brücken für die Fußgänger errichtet worden. Die verbliebenen fünf Mauerwerkspfeiler wurden 1957 abgetragen und die Brücke im Folgejahr durch einen Stahlbetonneubau ersetzt. Die Brückeneinweihung fand am 7. Oktober 1959 statt.
Ab Mitte der 1960er Jahre baute die Deutsche Reichsbahn das zweite Gleis der Bahnstrecke Görlitz–Dresden wieder auf. Die ersten wieder zweigleisigen Abschnitte lagen zwischen Abzw. Schlauroth B 6 und Markersdorf sowie zwischen Gersdorf und Zoblitz. Im Jahr 1985 war auch das zweite Gleis zwischen Zoblitz und Löbau wieder verlegt.

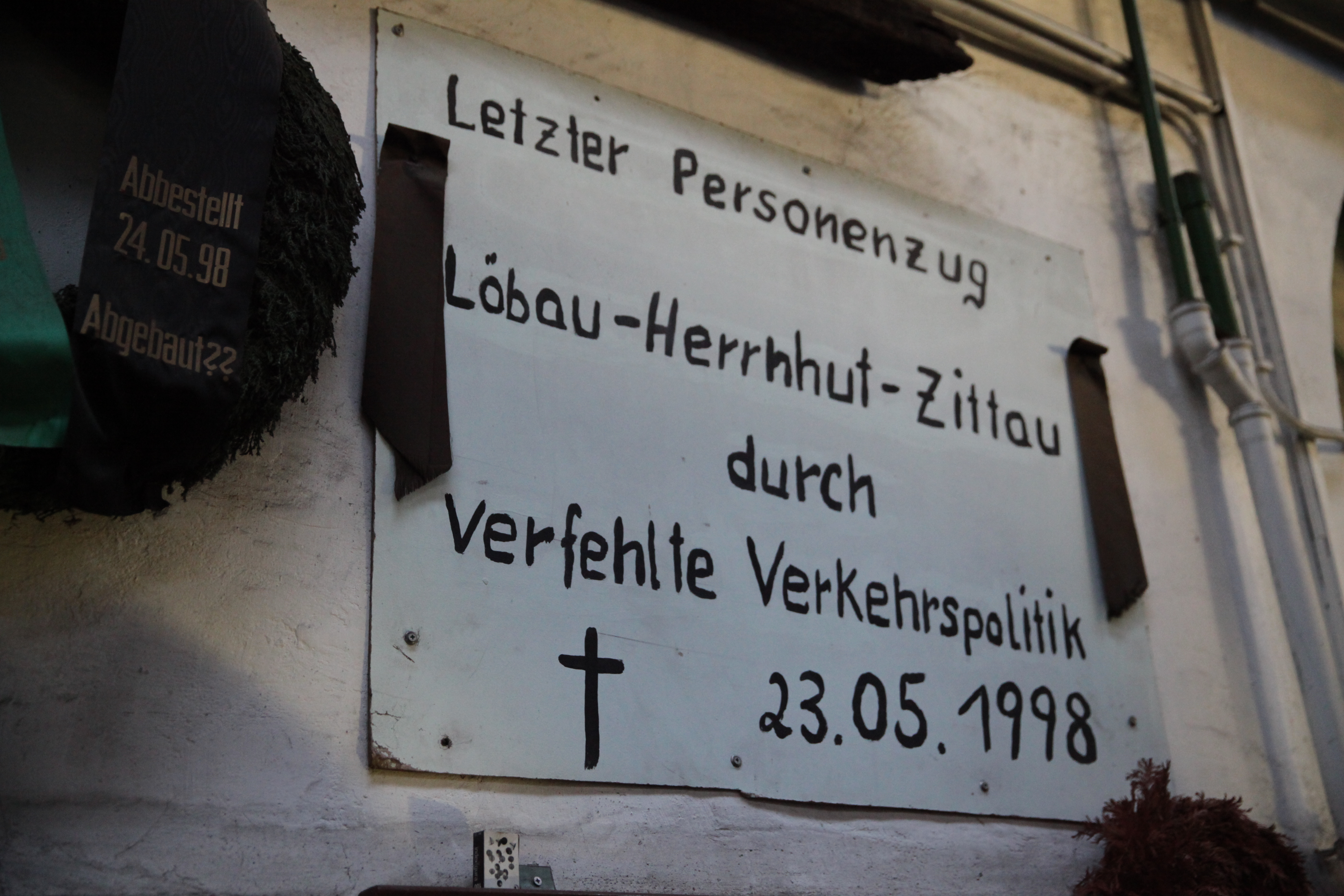
Gedenktafel anlässlich des letzten Personenzuges auf der Strecke Zittau–Herrnhut–Löbau

Im Jahr 1972 wurde die Strecke nach Weißenberg stillgelegt und im Folgejahr abgebaut. 1997 folgte die Strecke nach Großpostwitz. Im Jahr 2002 wurde der Gesamtverkehr über Herrnhut und Oberoderwitz nach Zittau sowie der Personenverkehr nach Ebersbach eingestellt.
Der Bahnhof verfügte 1990 noch immer über 46 Gleise und 81 Weichen, davon sechs Doppelkreuzungsweichen. Die Anzahl der Gleise und Weichen sank jedoch in den folgenden Jahren auf Grund der genannten Streckenschließungen und Reduzierung des Verkehrsaufkommens weiter. Die Weichen auf dem Bahnhofsareal wurden vom Befehlsstellwerk B2 auf dem Hausbahnsteig an der Westseite des Empfangsgebäudes oder den Wärterstellwerken W1 am Ostkopf und W5/6 östlich des Maschinenhauses bedient. Am 2. Juli 2006 ging ein neu gebautes Elektronisches Stellwerk (ESTW) in Betrieb, das über die Betriebsleitzentrale Leipzig ferngesteuert wird. Seitdem existieren nur noch vier Hauptgleise mit zehn ferngestellten Weichen. Im Jahr 2006 wurde der Bahnhof von 1000 Reisenden täglich frequentiert.
Seit August 2015 verfügt der Bahnhof über Personenaufzüge zum Übergang vom Bahnsteig am Gleis 1 zum Bahnsteig an den Gleisen 2 und 3.

## Bauwerke

### Empfangsgebäude und Bahnsteige

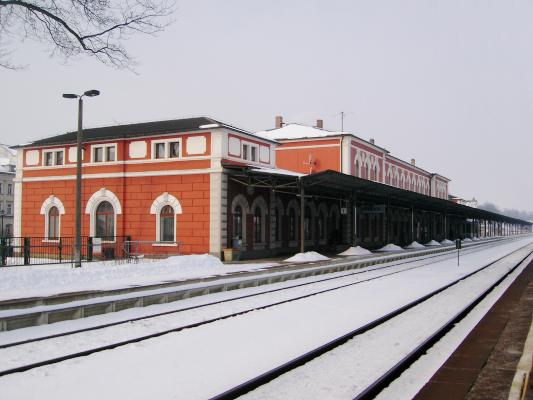
Blick vom Mittelbahnsteig auf die verschneiten Bahnsteiggleise 1 und 2 (von links) und den Hausbahnsteig des Bahnhofes

Das Empfangsgebäude im Rundbogenstil stammt noch aus der Eröffnungszeit der sächsisch-schlesischen Eisenbahn und wurde in den folgenden Jahrzehnten erweitert und umgebaut. Bei der Eröffnung im Jahr 1846 stand lediglich der Mittelteil des Empfangsgebäudes. Auch die historische Bahnhofsuhr über dem Mitteleingang folgte erst später. Östlich an das Empfangsgebäude schloss sich der Güterschuppen an. Auch über den innenstadtseitigen Bahnhofsvorplatz verliefen Ladegleise bis zum Güterboden.
Während des Umbaus des Bahnhofsareals zwischen 1875 und 1878 erhielt das Empfangsgebäude seine flachen Anbauten mit den um ein halbes Stockwerk erhöhten Seitenflügeln. Das Empfangsgebäude verfügt über eine Gesamtgrundfläche von etwa 1200 Quadratmetern. Es ist nach der Erweiterung von 45 auf 83,5 Meter verlängert worden. Die Breite von 14,2 Metern blieb erhalten. Der vorgezogene Flachbau auf der Westseite in Richtung Bahnhofsvorplatz wurde 1921 angebaut. Die Seitenflügel und der Zentralbau sind unterkellert. Auf der Südseite über dem Eingangsportal des Zentralbaus befindet sich eine Uhr im Empirestil. Das Eingangsportal in das Bahnhofsgebäude überspannt heute eine Stahl-Glas-Konstruktion.
Südlich an das Empfangsgebäude schließt sich der Hausbahnsteig am Gleis 1 an, der über eine 84 Meter lange Überdachung mit gusseiserner Trägerkonstruktion verfügt. Auch der verlängerte Hausbahnsteig verfügt über 175 Meter über eine Bahnsteigüberdachung. Der Bahnsteig ist sieben Meter breit. Am westlichen Flügel des Empfangsgebäudes führt eine Treppe vom Hausbahnsteig hinab in den Personentunnel, der hinüber zum Mittelperron zwischen den Gleisen 2 und 3 führt. Auch der Mittelbahnsteig hat eine 84 Meter lange Überdachung.
Der Kopfbahnsteig mit den Gleisen 31 und 32 schloss sich westlich an das Empfangsgebäude parallel zum verlängerten Hausbahnsteig an. Das Gleis 28 nutzte die Südseite des verlängerten Hausbahnsteiges. Für den regulären Personenzugverkehr werden heute nur noch die Durchfahrtsgleise 1 und 2 genutzt. Die Gleise 27 bis 33, die westlich des Bahnhofes endeten, wurden Ende der 2000er Jahre demontiert und das Areal eingeebnet.
| Gleis | Bahnsteig                  | Nutzlänge [m] | Bahnsteighöhe [cm] | Aktuelle Nutzung      | Ursprüngliche Nutzung |
| ----- | -------------------------- | ------------- | ------------------ | --------------------- | --------------------- |
| 1     | Hausbahnsteig              | 226           | 55                 | nach Görlitz          | nach Görlitz          |
| 2     | Inselbahnsteig             | 191           | 38                 | nach Dresden          | nach Dresden          |
| 3     | Inselbahnsteig             | 191           | 38                 | aktuell keine Nutzung | nach Weißenberg       |
| 28    | verlängerter Hausbahnsteig | –             | –                  | abgebaut              | nach Cunewalde        |
| 31    | Kopfbahnsteig              | –             | –                  | abgebaut              | nach Ebersbach        |
| 32    | Kopfbahnsteig              | –             | –                  | abgebaut              | nach Zittau           |

### Maschinenhaus

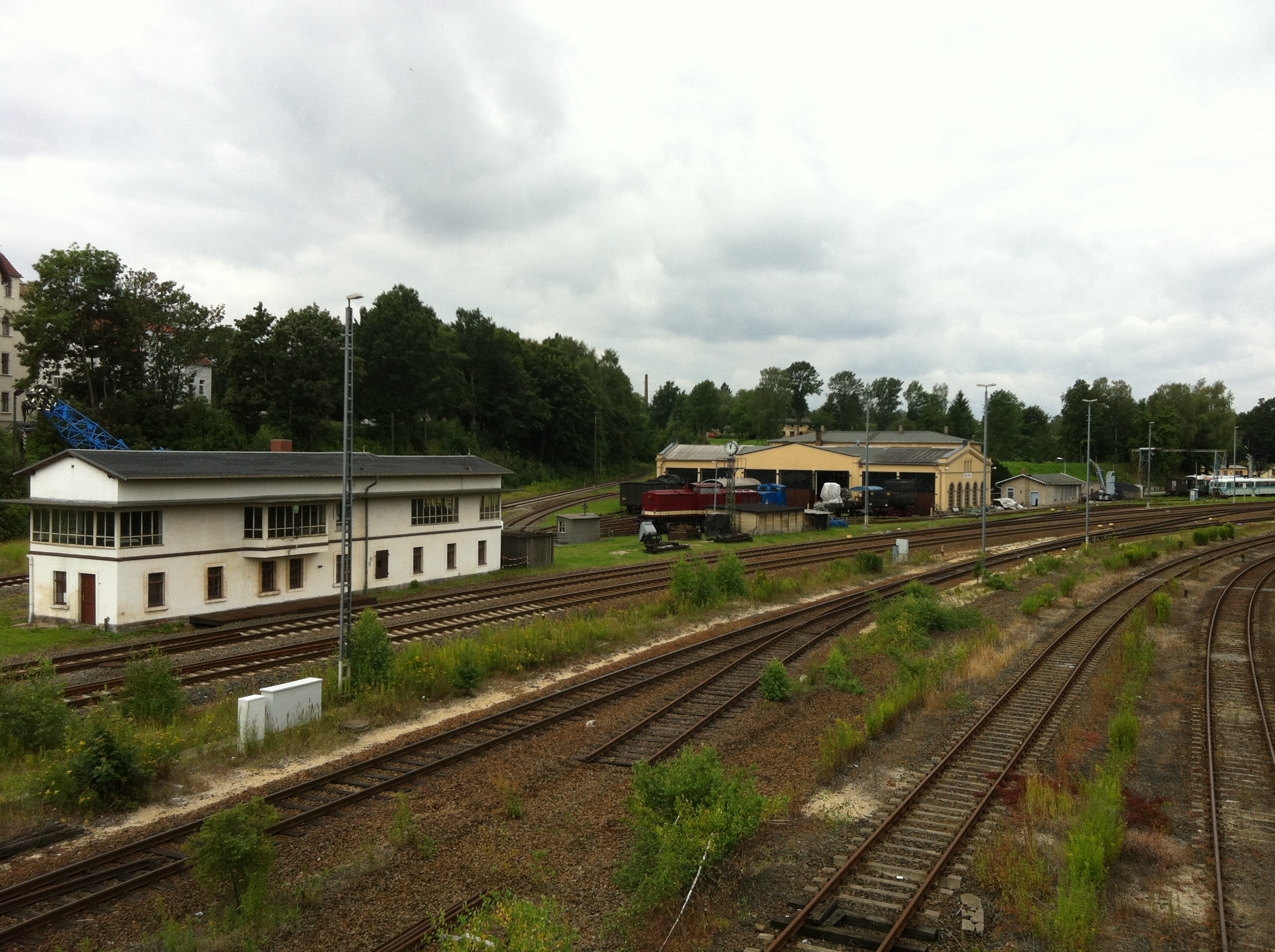
Blick von der Weißenberger Brücke auf das Maschinenhaus und das Stellwerk W5/6

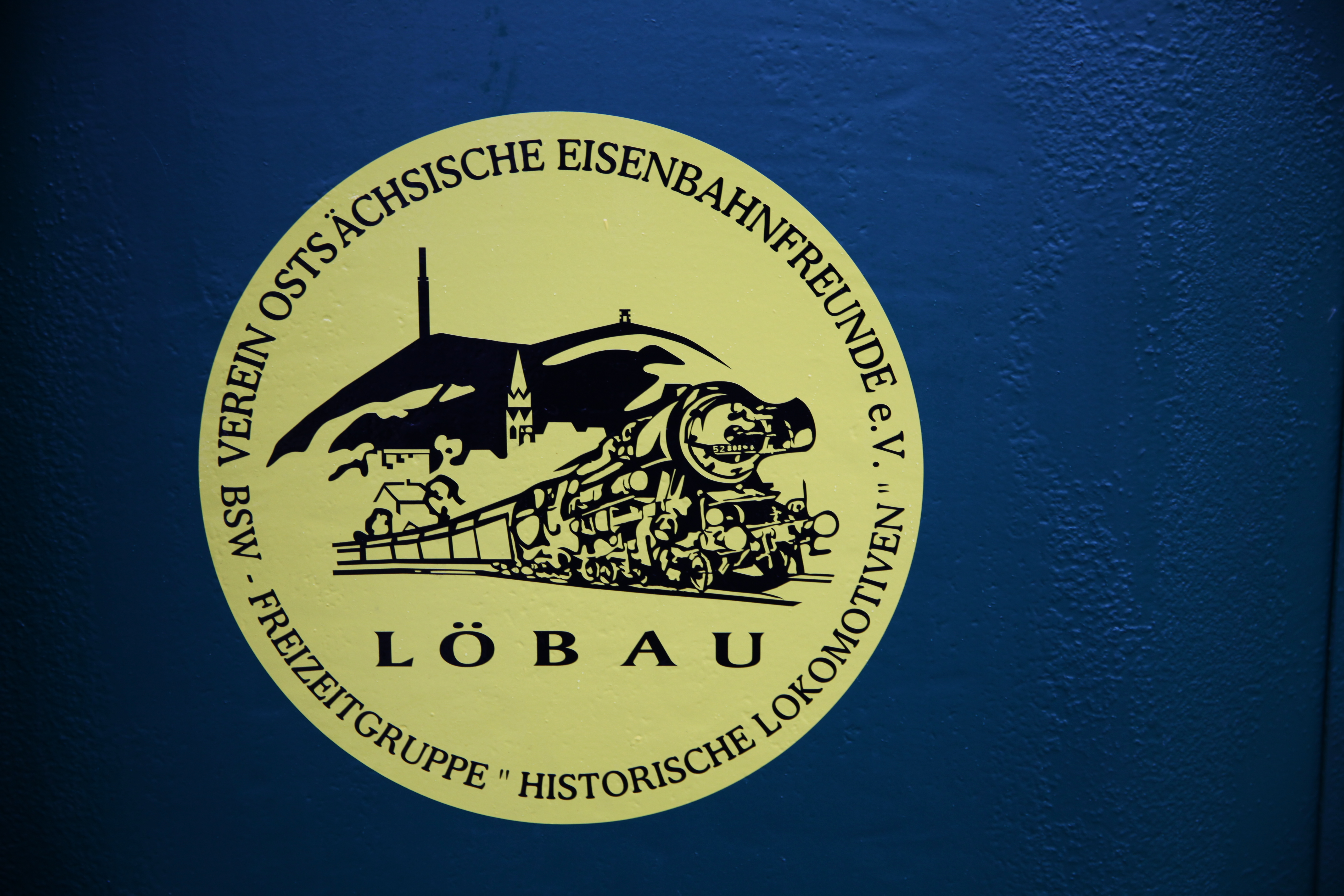
Logo der OstSächsischen EisenbahnFreunde

Das Maschinenhaus wurde 1859 gebaut und gilt als das älteste erhaltene sächsische Heizhaus. Es zählte zum Zeitpunkt der Erbauung mit Stellplätzen für zehn Lokomotiven zu den größten Maschinenhäusern der Sächsisch-Schlesischen Eisenbahn. Es wurde nach der Fertigstellung von der Löbau-Zittauer-Eisenbahn (LZE) genutzt und 1871 nach der Verstaatlichung der LZE durch die Königlich Sächsischen Staatseisenbahnen als Nebenwerkstätte eingestuft. Später wurde der Standort zum Bahnbetriebswerk (Bw) aufgewertet. 1951 wurde das Bw zur Lokeinsatzstelle des Bw Bautzen zurückgestuft. 1994 wurde die Lokeinsatzstelle schließlich geschlossen. Das denkmalgeschützte Maschinenhaus befindet sich seitdem in der Obhut der Ostsächsischen Eisenbahnfreunde und der Stiftung Bahn-Sozialwerk-Freizeitgruppe Historische Lokomotiven. Seit 2006 ist die komplette Anlage im Besitz des Vereins Ostsächsische Eisenbahnfreunde.

### Bahnbetriebswagenwerk
Am 1. April 1918 wurde die Wagenausbesserung auf dem Areal des späteren Bahnbetriebswagenwerk (Bww) Löbau aufgenommen. Bis 1918 fand die Wageninstandsetzung in den Bahnbetriebswerken in Bautzen, Görlitz oder Zittau statt. Da die Kapazitäten in diesen drei Oberlausitzer Dienststellen nicht mehr genügten und auch den wachsenden Anforderungen an die Wagenausbesserung nur noch schwer gerecht werden konnten, beschloss die Eisenbahndirektion in Dresden 1915 die Einrichtung eines Betriebswagenwerkes für Ostsachsen. Die Entscheidung fiel auf den Standort Löbau.
Die Direktion wählte für das Betriebswagenwerk ein Areal an der westlichen Ausfahrt in Richtung Dresden und Weißenberg. Die Zuführung der Schadwagen geschah vom Bahnhof Löbau über die Weißenberger Strecke, da die Auslastung der Strecke dies zuließ. Am Kilometer 1,8 der Weißenberger Strecke zweigte das Gleis auf das 500 Meter lange und 30 Meter breite Gelände des Bww ab. Auf dem Gelände befand sich eine hölzerne Werkhalle mit einer Grundfläche von 50 Metern Länge und 25 Metern Breite. An der herausgezogenen Seite der Werkhalle wurden die Werkstätten, Sozial- und Verwaltungsräume eingerichtet. Das Bww verfügte über zwei Arbeitsgruben über die gesamte überdachte Gleislänge. Weiterhin existierte vor der Halle eine Arbeitsgrube. Auch eine Schmiede mit Rundfeuer, eine Tischlerei mit Bandsäge und drei Hobelbänken sowie eine Schlosserei mit Drehbank, Ständerbohrmaschine, Shaping und Lokomobile waren vorhanden.
Die Aufgabe des Bww beschränkte sich auf die Instandsetzung von Schadwagen. Die Reisezugwagenuntersuchungen fanden weiterhin in den Ausbesserungswerken statt. Auch die Untersuchungen an den Wagen der Schmalspurbahnen Herrnhut–Bernstadt und Taubenheim–Dürrhennersdorf wurden vom Löbauer Bww betreut. Das Werk wurde 1998 geschlossen.

## Funktion des Verkehrsbauwerks

### Bahnstrecken
In der Hochphase des Löbauer Bahnhofes Ende der 1920er Jahre mündeten fünf Bahnstrecken in Löbau ein. Für vier der fünf Bahnstrecken bildete Löbau den Start- oder Endpunkt. Lediglich die Hauptbahn zwischen Görlitz und Dresden durchquerte den Bahnhof. Sie blieb auch die einzige Strecke, die den Bahnhof von der Ostseite aus über das Viadukt erreichte. Alle anderen Bahnlinien zweigten westlich des Bahnhofes ab, wobei die Bahnstrecken nach Ebersbach und Zittau, bis zur Demontage, bis Niedercunnersdorf parallel verliefen. Die Nebenbahn nach Weißenberg verlief hingegen im großen Bogen in Richtung Norden, parallel zur Westausfahrt der Bahnstrecke nach Dresden, trennte sich nördlich des Bahnbetriebswagenwerkes und verlief weiter in Richtung Norden. Die Görlitz-Dresdner-Bahn schwenkt hingegen wieder in Richtung Westen zurück und verläuft weiter in Richtung Bautzen.
Als erste Strecke wurde zum Fahrplanwechsel am 27. Mai 1972 auf der Nebenbahn Löbau–Radibor der Personenverkehr zwischen Löbau und Baruth eingestellt. Am 26. Mai 1997 folgte der Zugverkehr nach Cunewalde. Am 24. Mai 1998 wurde der Schienenpersonenverkehr zwischen Zittau und Löbau über Herrnhut eingestellt und schließlich endete im Dezember 2002 auch der Personenverkehr zwischen Ebersbach und Löbau.

### Personenverkehr

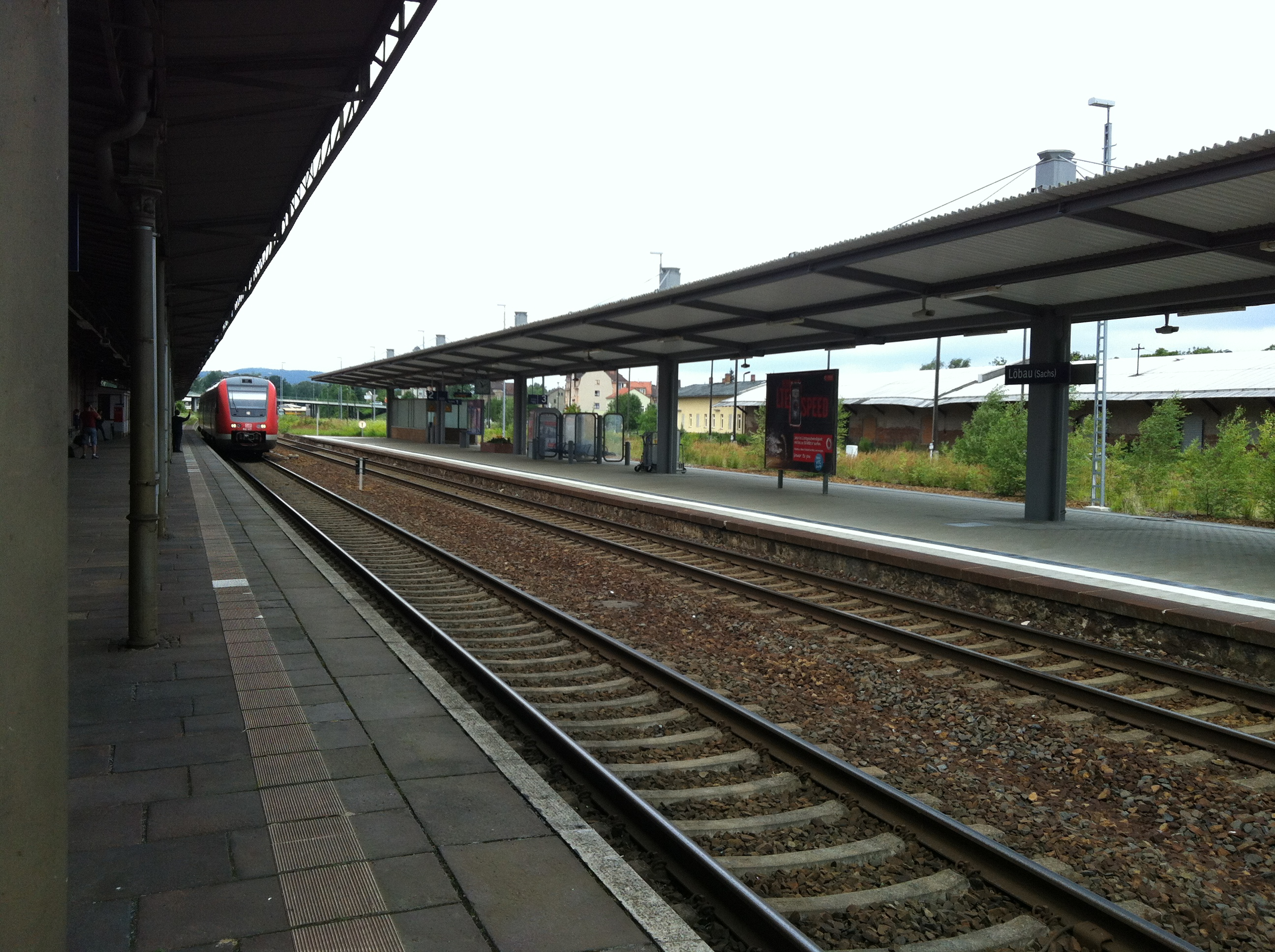
Einfahrender Regionalexpress nach Görlitz am Gleis 1

Mit der Aufnahme des durchgehenden Verkehrs auf der Sächsisch-schlesischen-Eisenbahn am 1. September 1847 verkehrten täglich jeweils vier Zugpaare von Görlitz nach Dresden und zurück. Etwa fünf Jahre später stieg die Zahl der durchgehenden Reisezugverbindungen auf fünf je Richtung. Hinzu kamen noch drei Zugpaare nach Zittau. Wenig später im Jahr 1854 folgte auch die erste Eilzugverbindung nach Dresden. Um die Wende vom 19. zum 20. Jahrhundert verkehrten bereits drei Schnellzugpaare nach Dresden und die Anzahl der Personenzugpaare nach Zittau war auf sechs gestiegen.
Die 1920er und 1930er Jahre waren die Glanzzeit des Bahnhofs. So fuhren täglich sieben Schnellzug-, zwei Eilzug- und neun Personenzugpaare durchgehend nach Dresden und neun Personenzugpaare und ein Eilzug nach Zittau. Einige der Schnellzüge fuhren über Dresden und Hof weiter nach Nürnberg und München. In Richtung Osten endeten sie meist in Breslau. Ein Schnellzug verkehrte östlich von Görlitz weiter über die Schlesische Gebirgsbahn nach Hirschberg im Riesengebirge. Während des Zweiten Weltkriegs sank die Anzahl der Zugverbindungen auf manchen Relationen fast bis auf die Hälfte.
Nach dem Krieg lief der Bahnverkehr trotz der starken Schäden schnell wieder an. Anfänglich fuhren nur wenige Zugpaare. Bald konnten sich die Zahlen bei den Zugverbindungen auf höherem Niveau stabilisieren. In den 1960er und 1970er Jahren verkehrten bereits wieder drei Schnellzug-, ein Eilzug und vier durchlaufende Personenzugpaare in Richtung Dresden sowie drei Eilzüge und ein Schnellzug-Paar nach Zittau. Die Zahlen blieben jedoch insgesamt weit hinter denen der Vorkriegsjahre zurück. Hinzu kamen einige direkte Personenzüge zwischen Görlitz und Zittau, die wegen der hohen Streckennutzungsgebühren auf dem polnischen Abschnitt der Neißetalbahn über Löbau geführt wurden.
Nach der Wende wurden die meisten Schnellzug- in Interregioverbindungen umgewandelt. Nach Dresden verkehrten die Interregios im Zweistundentakt und es gab in den 1990er Jahren auch eine Interregioverbindung nach Oberstdorf im Allgäu. An Schnellzügen blieben lediglich die internationalen Zugpaare D 450/451 und D 452/453 auf der Relation Warschau – Breslau – Löbau – Leipzig – Frankfurt am Main – Saarbrücken – Paris bestehen, dagegen entfiel beispielsweise die Verbindung nach Köln. Aber auch die Zeit der Interregioverbindungen endete mit dem Fahrplan 2000/2001. Die zweistündlich verkehrenden Interregioverbindungen nach Dresden wurden durch fünf lokbespannte Regionalexpresszüge ersetzt, andere Verbindungen wurden ersatzlos gestrichen. Am 11. Dezember 2004 wurden auch die Interregio zwischen Dresden und Breslau eingestellt. Sie waren neben einem InterCity-Zugpaar Görlitz – Nürnberg die letzten drei Fernverkehrszugpaare mit Halt in Löbau.
Auch der internationale Verkehr endete vorerst mit der Einstellung der Interregiozugpaare, denn auch der im März 2009 eingeführte Dresden-Wrocław-Express bediente den Bahnhof Löbau nicht mehr. Seit der Landesgartenschau, die 2012 in der Stadt stattfand, halten jedoch auch die drei Regionalexpresszugpaare auf der Relation Dresden–Breslau in Löbau. Vom Bahnhof Löbau verkehren darüber hinaus seit dem Fahrplanwechsel im Dezember 2002 lediglich noch Züge auf der Bahnstrecke Görlitz–Dresden. Täglich nutzen bis zu 1000 Reisende den Bahnhof.
Zum Fahrplanwechsel am 14. Dezember 2014 wurde DB Regio Südost als Betreiber der Strecke Dresden Hbf – Bautzen – Löbau – Görlitz (– Wrocław) durch die Länderbahn unter dem Markennamen Trilex abgelöst. Die Regionalexpress-Linie RE1 wurde seitdem als TLX1 bezeichnet, die Regionalbahn-Linie RB60 hieß nun TL60. Die Deutsche Bahn fährt allerdings weiterhin als Subunternehmen für die Länderbahn mehrere Fahrten nach Görlitz. Seit dem Fahrplanwechsel im Dezember 2016 werden wieder die ursprünglichen Linienbezeichnungen verwendet.
| Linie | Verlauf                                                                       | Takt (min) | EVU    |
| ----- | ----------------------------------------------------------------------------- | ---------- | ------ |
| RE1   | Dresden Hbf – Bischofswerda – Bautzen – Löbau (Sachs) – Görlitz (– Zgorzelec) | 060        | trilex |
| RB60  | (Dresden Hbf –) Bischofswerda – Bautzen – Löbau (Sachs) – Görlitz             | 120        | trilex |

### Güterverkehr
Auf der Nordseite der Bahnhofsanlage befanden sich die Güterabfertigung, die Güterschuppen und weitere Anlagen für den Güterverkehr. Am Ende der Gleise 12a und 13a existierte eine Laderampe. Zwei weitere 220 Meter Ladestraßen existierten nördlich der Güterschuppen zwischen den Gleisen 18 und 19 sowie 20 und 21. Die Volkseigenen Betriebe Zuckerfabrik, Baustoffversorgung Dresden (Lager Löbau), Kohlehandel und Malzfabrik besaßen zu DDR-Zeiten eigene Gleisanschlüsse bzw. Ladegleise. Der Rangierverkehr in Löbau erstreckte sich teilweise bis auf das Löbauer Viadukt.
Nach dem Zweiten Weltkrieg wurde der Güterverkehr von Schlauroth nach Zittau über Löbau geleitet, da die direkte Verbindung durch das Neißetal nun über polnisches Hoheitsgebiet führte. Die Volksrepublik verlangte von der DDR Devisen für den Durchgangsverkehr. Zudem wurde Löbau von Transitdurchgangsgüterzügen (TDg) tangiert, die über den Eisenbahngrenzübergang Ebersbach/Rumburk in Richtung Tschechoslowakei verkehrten. Im Fahrplan 1981/1982 verkehrten allein sieben TDg und Nahgüterzüge von Schlauroth nach Ebersbach. Im gleichen Fahrplan fanden sich täglich 30 Güter- und Probezüge in Fahrtrichtung Löbau–Görlitz. Die Züge fuhren nach Görlitz, Görlitz Industriebahnhof oder zum Verschiebebahnhof Schlauroth.
Im Bahnhof Löbau wurden während der DDR-Zeit bis 1978 auch die Panzer der Nationalen Volksarmee verladen. 1978 baute man dafür eine neue Ladestelle in Kittlitz.
Nach der Wende brach der Schienengüterverkehr ein. Am 2. Januar 2002 wurde der Güterverkehr auf der Strecke Löbau–Oberoderwitz eingestellt. Die Deutsche Regionaleisenbahn (DRE) übernahm hier den Teilabschnitt Löbau–Niedercunnersdorf. Im Jahr 2006 verpachtete die Deutsche Bahn auch die Strecke Löbau–Ebersbach an die DRE. In deren Regie fährt mittwochs ein Güterzug von Löbau nach Zittau, der mit einer Diesellokomotive der Löbauer Eisenbahnfreunde bespannt ist. Auf der Relation Görlitz–Dresden bedienen zwei Güterzugpaare wöchentlich den Bahnhof.
Der Bahnhof besitzt heute nur noch eine Ladestelle am Gleis 56. Zusätzlich steht eine Lagerfläche von 270 Quadratmetern zur Verfügung. Die Laderampe besitzt eine Nutzlänge von 58 Metern. Die gesamte Ladestraße erstreckt sich über eine Fläche von insgesamt 900 Quadratmetern.

### Verkehrsanbindung

#### Öffentlicher Verkehr
Der Bahnhof Löbau ist ein Umsteigeknoten zwischen dem Schienenpersonennahverkehr und Stadtbus sowie dem regionalen Busverkehr. Der Busbahnhof südlich des Empfangsgebäudes verfügt über neun Bussteige. Vom Bahnhof Löbau verkehrt die Stadtbuslinie 67 zum Landratsamt bzw. nach Löbau Ost. Weiterhin ist der Bahnhof Ausgangspunkt mehrerer Regionalbuslinien der Kraftverkehrsgesellschaft Dreiländereck. Einige der Regionalbuslinien führen entlang der Ortschaften an den stillgelegten Bahnlinien nach Cunewalde, Ebersbach, Weißenberg und Zittau. Weitere Fahrtziele sind Herwigsdorf, Kittlitz, Neugersdorf, Neusalza-Spremberg und Rosenhain. Auch in die Städte Bautzen und Görlitz fahren Überlandbuslinien, betrieben durch Regionalbus Oberlausitz.
Ab April 2017 hielten an den Haltestellen auf dem Bahnhofsvorplatz für kurze Zeit auch Fernbuslinien des Anbieters Flixbus nach Berlin, Prag, München und Breslau.

#### Individualverkehr
Die Bundesstraße 6 durchkreuzt Löbau einige hundert Meter nördlich des Bahnhofsareals in Ost-West-Richtung. Sie trägt im Stadtgebiet den Namen Laubaner Straße. Von Osten kommend zweigt von der Laubaner Straße beim Erreichen des Stadtgebietes die Görlitzer Straße von der Bundesstraße ab, unterquert die Bahnlinie und führt schließlich als Bahnhofstraße vor dem Bahnhof entlang. Die Bahnhofsstraße führt bis in das historische Stadtzentrum. Von ihr zweigt unter anderem die Sachsenstraße ab, die zur Weißenberger Brücke führt. Die Straßenbrücke überspannt das westliche Bahnhofsfeld und führt zurück zur Laubaner Straße und weiter in Richtung Norden nach Kittlitz.
Vor dem Bahnhof befindet sich ein Wendeplatz mit einigen Parkmöglichkeiten. Weiterhin bestehen Fahrradabstellmöglichkeiten am westlichen Bahnhofsflügel.